# Dansk Biografisk Leksikon
 "DBL" omdirigeres hertil. For andre betydninger af DBL, se DBL (flertydig).
Dansk biografisk leksikon (DBL1) var det mest omfattende danske, biografiske opslagsværk.[kilde mangler] Det kaldes også Bricka efter redaktøren for 1. udgave, Carl Frederik Bricka. Værket er en vigtig kilde til historiske danskere og nordmænd.[kilde mangler] Første udgave under redaktion af C.F. Bricka blev skrevet 1887-1905 og er i 19 bind. Der er mange præster, litterater og officerer. Samtidig lider Bricka-udgaven under, at samfundssynet i mange af biografierne er præget af provisorietidens konservatisme.
DBL 2,m, dvs andenudgaven udkom i 1933-44 i 27 bind redigeret af Povl Engelstoft og Svend Dahl.
DBL 3 redigeret af Svend Cedergreen Bech udkom 1979-84 i 16 bind og indeholder ca. 12.000 biografier fra 800-tallet til nutiden. I alt ca. 20.000 personer er biograferet (en eller flere gange) i de tre udgaver, som alle indeholder litteraturhenvisninger om de biograferede. Af 3. udgavens 12.000 personer var omkring 2.600 nyoptagne, godt 1.600 udgik, mens de øvrige omkring 9.400 biografier blev omskrevet eller revideret. Af dem optræder omkring 3.400 for første gang i 2. udgaven, mens de andre omkring 6.000 navne var gengangere fra Bricka – i enkelte tilfælde uden om 2. udgaven.
DBH var også redigeret af Povl Engelstoft og Svend Dahl, det er mere kortfattede (men illustreret) Dansk Biografisk Haandleksikon I-II (1920-26). Det indeholdt omkring 6.000 navne og lagde hovedvægten på det 19. og 20. århundrede. Håndleksikonets forord kundgjorde, at "det praktiske Livs Mænd og Kvinder skulle stilles lige med Litteraturens og Kunstens". Samtidig var Dahl og Engelstoft sig bevidst, at "Erhvervslivets Personligheder ikke skaber sig saa let tilgængelige Monumenter som Aandens Arbejdere", og derfor medtog værket flere erhvervsfolk.
3. udgaven rummer et samlet register over de henved 20.000, der er biograferet et eller flere steder i de 3+1 udgaver
2. udgaven rummede kun 4% kvinder, mens den del i 3. udgaven var hævet en smule til 7-8%.
Fordeling af biografier på faggrupper i 2. udgaven:
| Faggruppe        | Procentdel |
| ---------------- | ---------- |
| Administration   | 13,5%      |
| Erhverv          | 10,4%      |
| Humaniora        | 22,4%      |
| Kommunikation    | 0,5%       |
| Kulturformidling | 8,4%       |
| Kunst            | 15,4%      |
| Naturvidenskab   | 9,5%       |
| Organisation     | 4,0%       |
| Sport            | 0,3%       |
| Teknik           | 2,1%       |
| Uden for Danmark | 4,6%       |
| Værn             | 8,4%       |

Den komplette 1. udgave er tilgængelig online hos Projekt Runeberg.

## Udgaver
- 1. udgave: Dansk biografisk Lexikon, tillige omfattende Norge for tidsrummet 1537-1814, Udgivet af C. F. Bricka, 19 bd, Gyldendal, 1887-1905.
- 2. udgave: Dansk biografisk leksikon, 2. udgave, 27 bind, Grundlagt af C. F. Bricka, Redigeret af Povl Engelstoft og Svend Dahl, Kbh. 1933-44.
- 3. udgave: Dansk biografisk leksikon, 3. udgave, 16 bind, Grundlagt 1887 af C. F. Bricka, Redaktør Svend Cedergreen Bech, Kbhvn., 1979-84.

3. udgave har ikke overflødiggjort de tidligere udgaver, da der ved revisionerne er udeladt en del ældre artikler, som nu skønnedes at være af mindre interesse, mens talrige nyere personer er biograferet. I 3. udgave er artikler fra 2. udgave ajourført på baggrund af nyere forskning, og de vigtige litteraturhenvisninger til hver artikel er opdateret.